# Vendelin Karačić
Fra Vendelin Karačić (Gornji Crnač Široki Brijeg, 18. studenoga 1942. – Mostar, 29. listopada 2020.) je hrvatski i bosanskohercegovački esejist, likovni kritičar, pjesnik. 

## Životopis
Nakon osnovnoškolske naobrazbe u rodnom mjestu i završenog sjemeništa, franjevački habit obukao je 16. srpnja 1960. u samostanu na Humcu. Završivši novicijat, teologiju je studirao u Sarajevu (četiri godine) i Ljubljani (petu godinu). Službovao je na Širokom Brijegu, u Mostaru, Zagrebu, te ponovno na Širokom Brijegu, gdje je bio voditelj Franjevačke galerije. Pisao je pjesme, reportaže, eseje i likovne kritike. Predavao je filozofiju umjetnosti na Akademiji likovnih umjetnosti u Širokom Brijegu.

## Djela
- Dosjetke i šale s mirisom tamjana (u koautorstvu s fra Lucijanom Kordićem, 1996.)
- Svjedočanstva vremena (eseji, 1998.)
- Šale i bacanije u sjeni zvonika (šale, 2000.)
- Fra Mirko Ćosić (likovna monografija), Široki Brijeg - Mostar, 2004.
- Slikopisi u kamenu (poezija, 2012.)

## Vanjske poveznice
- Akademija[neaktivna poveznica]